# Jasło (góra)
Jasło (1153 m n.p.m.) – góra w Bieszczadach Zachodnich, zwana też Wielkim Jasłem w odróżnieniu od pobliskiego Małego Jasła. Położona na terenie gminy Cisna w powiecie leskim.
Góra ta, zwana wcześniej Jasiel lub Wasiel, stanowi najwyższą kulminację pasma ciągnącego się od Okrąglika w paśmie granicznym na północny zachód, w kierunku Cisnej. Na szczycie znajduje się wieża geodezyjna, a pod nią tabliczka oznaczająca szczyt.
Zbocza góry pokryte są buczyną karpacką oraz lasami bukowo-jodłowymi, znaczną ich część stanowią starodrzewy. Występujące w partiach szczytowych polany powstały prawdopodobnie na skutek działalności człowieka. Świadczy o tym brak skarlenia buczyny przy krawędzi lasu, a także pojedyncze drzewa rosnące wśród połonin. Obecność tych polan sprawia, że roztacza się stamtąd widok na wszystkie strony, także na Słowację. W rejonie tym żyje wiele rzadkich gatunków zwierząt m.in.: wilki, niedźwiedzie, rysie, głuszce. Obszar ten jest ważnym ogniwem „karpackiego” korytarza ekologicznego.
Obszar góry Jasło jest objęty ochroną jako część Ciśniańsko-Wetlińskiego Parku Krajobrazowego, leży w otulinie Bieszczadzkiego Parku Narodowego, Międzynarodowego Rezerwatu Biosfery „Karpaty Wschodnie” jest objęty ochroną w ramach ostoi europejskiej sieci obszarów chronionych Natura 2000 Bieszczady (PLC 180001).
Od 1998 roku kolejni wójtowie gminy Cisna popularyzują budowę wyciągów na stokach Jasła widząc w tym możliwość rozwoju gospodarczego gminy oraz czerpania dodatkowych dochodów przez jej mieszkańców. Zaplanowana budowa dużego ośrodka sportów zimowych w postaci trzech wyciągów o długości 2 km, rynny dla snowboardzistów, kolejki wwożącej pieszych latem i wyciągu dla rowerów górskich stoi w sprzeczności z krajowym i wspólnotowym prawem ochrony środowiska. W 1998 roku Wojewódzka Komisja Ochrony Przyrody oraz Rada Naukowo-Społeczna Zespołu Karpackich Parków Krajobrazowych w Krośnie negatywnie zaopiniowała możliwość lokalizacji inwestycji na zboczach góry, która leży w II strefie użytkowania, gdzie nie dopuszcza się tego typu inwestycji, zgodnie z planem ochrony Ciśniańsko – Wetlińskiego Parku Krajobrazowego. Ponadto na obszarach ostoi Natura 2000 niedozwolone są inwestycje znacząco oddziałujące na środowisko.

## Pieszy szlak turystyczny
Przez wierzchołek biegnie czerwony  Główny Szlak Beskidzki na odcinku Cisna – Smerek:
- z Cisnej 3.30 h (↓ 2.30 h)
- z Okrąglika 0.30 h, ze wsi Smerek 3.45 h (↓ 3 h)